# Мир Софии
«Мир Софии» (норв. Sofies verden) — роман об истории философии норвежского писателя Юстейна Гордера, написанный в 1991 году.

## Создание
Возможно, изначально роман предназначался для детей и норвежских студентов, для которых философия — обязательный предмет. По отдельным сообщениям СМИ, Гордер не рассчитывал на известность романа, объясняя этим фактом отсутствие в нём жизнеописания восточных философов.
Вследствие отдельных схожестей сюжетных линий роман иногда сравнивают с романом Льюиса Кэрролла «Алиса в стране чудес». Книга получила широкое признание, а также неоднократно подвергалась критике.

## Сюжет
В центре повествования — 14-летняя норвежская девочка София Амуннсен, регулярно получающая письма от философа Альберто Нокса, ведущего таким образом Софию по страницам истории философии. Они прошли длинный путь — от натурфилософов (VII—VI вв. до н. э.) до мыслителей XX века.

## Публикации
В течение первых трёх лет после опубликования роман занимал первую строчку бестселлеров. К 2008 году переведён по разным данным на 32-38 языков и издан в 45-50 странах, в России впервые опубликован в 1997 году (перевод Т. Доброницкой).

## Экранизации
По роману поставлен мюзикл и самый дорогой в истории норвежского кинематографа, но не получивший широкого признания за пределами Норвегии фильм «Коридоры времени» 1999 года.